# Búnquers del Montperdut
Els búnquers o casamates del Montperdut són una fortificació del municipi de Vilajuïga (Alt Empordà) inclosa en l'Inventari del Patrimoni Arquitectònic de Catalunya.

## Descripció
Són situades al nord del nucli urbà de la població de Vilajuïga, damunt dels dos cims veïns del massís del Montperdut (situats a 318,4 metres i 329,6 metres s.n.m, respectivament). S'hi accedeix per la carretera N-260, des d'on s'agafa un trencall situat entre els quilòmetres 23 i 24.
Es tracta de dues casamates de dimensions excepcionalment grans, construïdes amb la intenció de dominar el pas del ferrocarril i de la carretera, des de la plana empordanesa vers la frontera de Portbou. Bastides per exercir un gran control sobre un sector molt extens de la comarca. Les dues fortificacions presenten una planta més o menys rectangular, amb els extrems arrodonits bastits amb formigó. Les espitlleres són d'obertura rectangular apaïsada i es localitzen a la major part del perímetre del búnquer. Ambdues casamates estan construïdes amb formigó armat, mitjançant la tècnica de l'encofrat i es troben camuflades amb un folrat de pedres, extretes del mateix terreny geològic, i lligades amb ciment. Hi ha també un filat de filferro espinós que recobreix el camuflatge. A l'interior hi ha un passadís que condueix a les petites estances destinades al tir.

## Història
Aquestes fortificacions pertanyen a l'extensa i àmplia xarxa de búnquers i nius de metralladora, bastides entre els anys 1940-45, que s'estén al llarg de les terres properes a la frontera i al litoral nord de l'Empordà. Aquesta va ser nomenada "línia P" o línia Peréz, encara que també és coneguda com a "línia Gutierrez", potser pel fet que el coronel enginyer Manuel Duelo Gutiérrez, va participar en una reunió relativa a la fortificació d'aquesta línia.
Realment, l'origen del nom ve donat per la posició geogràfica de la línea en qüestió, que abastava tota la part del Pirineus, d'aquí que s'anomenés P. Totes aquestes construccions foren bastides després d'acabar-se la guerra del 1936-39 pels serveis de l'exèrcit del govern dictatorial, en resposta a una possible invasió procedent de França.